# Путивцев, Артём Александрович
Артём Алекса́ндрович Пути́вцев (укр. Артем Олександрович Путівцев; 29 августа 1988, Харьков, СССР) — украинский футболист, полузащитник польского клуба «Термалика». Выступал за сборную Украины.

## Клубная карьера
Воспитанник харьковского УФК, за который играл с 2003 года по 2005 год в ДЮФЛ. В 2006 года попал в дубль харьковского «Металлиста». В сезоне 2005/06 он провёл в молодёжном первенстве 5 матчей, а «Металлист» стал серебряным призёром. В июле 2007 года перешёл в харьковский «Газовик-ХГД», клуб выступал во Второй лиге, а Путивцев провёл в команде полгода и сыграл 16 матчей и забил 2 гола. Летом 2008 года перешёл в кировоградскую «Звезду», клуб выступал во Второй лиге. В дебютном выездном поединке за «Звезду» 20 июля 2008 года в матче против харьковского «Арсенала» (3:2), Путивцев отметился дублем. Всего в «Звезде» провёл полгода и сыграл 17 матчей и забил 2 гола во Второй лиге и 1 матч в Кубке Украины. «Звезда» по итогам сезона 2008/09 стала победителем Второй лиги и вышла в Первую лигу.
Летом 2009 года вернулся в дубль «Металлист». Путивцев прошёл зимние сборы 2010 года вместе с основой «Металлиста». В одном из интервью в феврале 2010 года Милан Обрадович сказал что у Путивцева — прекрасное будущее. В Премьер-лиге дебютировал 6 марта 2010 года в домашнем матче против ужгородского «Закарпатья» (2:1), Путивцев неплохо отыграл весь матч на позиции центрального защитника. Всего в сезоне 2009/10 в Премьер-лиге Украины Путивцев отыграл 6 матчей.
Летом 2010 года на правах аренды перешёл в мариупольский «Мариуполь», вместе с Алексеем Антоновым. Артём Путивцев взял себе 77-й номер.
17 января 2016 года появилась информация, что Артём перешёл на правах аренды в польскую «Термалику», а 15 февраля футболист лично сообщил про заключение с «Термаликой» полноценного контракта.

## Карьера в сборной
В конце февраля 2010 года Павел Яковенко, главный тренер молодёжной сборной Украины до 21 года впервые вызвал Артёма Путивцева. В составе молодёжки дебютировал 11 августа 2010 года в товарищеском матче против Черногории (0:0).
24 марта 2016 года в матче против сборной Кипра дебютировал за основную сборную Украины. В мае 2016 года главный тренер сборной Украины Михаил Фоменко включил Артёма в резервную заявку на чемпионат Европы 2016.

## Достижения
- Победитель Второй лиги Украины: 2008/09
- Серебряный призёр молодёжного первенства Украины: 2005/06